# Cyathea costaricensis
Cyathea costaricensis là một loài thực vật có mạch trong họ Cyatheaceae. Loài này được (Mett. ex Kuhn) Domin mô tả khoa học đầu tiên năm 1930.